# Ґорріґан
Ґорріґан (англ. Gorregan) — невеличкий скелястий острів в архіпелазі островів Сіллі, Велика Британія, омивається Кельтським морем.